# Valence Agglo – Sud Rhône-Alpes
Valence Agglo – Sud Rhône-Alpes était une communauté d'agglomération centrée autour de la ville de Valence dans le département de la Drôme en région Rhône-Alpes.
Le 1er janvier 2014, elle a fusionné avec 3 autres intercommunalités pour donner naissance à une nouvelle intercommunalité, la communauté d'agglomération Valence Romans Agglo.

## Historique

### SISAV (1990-2009)
Le SISAV (Syndicat Intercommunal des Services de l’Agglomération Valentinoise), plus connu sous le nom de « Valence Major », était un établissement public de coopération intercommunale (EPCI) qui fut créé le 2 mai 1990 et dissout le 13 novembre 2009. Il regroupait de part et d'autre du Rhône, les quatre communes drômoises de Bourg-lès-Valence, Portes-lès-Valence, Saint-Marcel-lès-Valence et Valence, et les trois communes ardéchoises de Cornas, Guilherand-Granges et Saint-Péray composant le territoire de l'agglomération valentinoise, totalisant une population de 134 662 habitants au recensement de l'année 2007 et s'étalant sur une superficie de 124,80 km2.
Initialement limitées à la réalisation d'études sur des projets d'intérêt Intercommunal, à la gestion des transports urbains, et au traitement des ordures ménagères, ses compétences ont été étendues en 1991 à l'aménagement de certaines zones économiques, en 1997 à la collecte et au transport des déchets ménagers, en 2001 à l'Opération programmée d'amélioration de l'habitat (OPAH), et en 2002 au Schéma de cohérence territoriale (SCOT), à la politique de la ville, et aux grandes infrastructures routières.
Les communes de Cornas et de Saint-Marcel-lès-Valence ont rejoint les cinq communes fondatrices (Bourg-lès-Valence, Guilherand-Granges, Portes-lès-Valence, Saint-Péray et Valence) respectivement en 1999 et 2000.
En 2009, cette structure a été dissoute pour laisser place à la communauté d'agglomération de Valence Agglo – Sud Rhône-Alpes.

### Valence Agglo – Sud Rhône-Alpes (2009-2014)
La première communauté d'agglomération du sud de la région Rhône-Alpes, Valence Agglo – Sud Rhône-Alpes est née à la suite de la dissolution du SISAV, le 13 novembre 2009, de la signature du préfet de la Drôme. Cet évènement marque le paysage institutionnel français et imprègne une nouvelle dynamique pour le sud de la région Rhône-Alpes, Valence faisant jusqu’alors figure d’exception. En effet, 92 % des communes françaises sont regroupées au sein de structures intercommunales connue sous trois formes : Communauté de communes, Communauté d'agglomération et Communauté urbaine.
La création de Valence Agglo – Sud Rhône-Alpes a été réalisée grâce à une volonté forte et à l’implication de tous les acteurs autour d’un projet indispensable pour le développement du territoire de la région valentinoise. La mise en place de la communauté d’agglomération sur le Grand Valence répondait à la fois au besoin d’adaptation de l’espace de vie à la pratique de ses habitants, mais aussi aux contraintes financières qui pesaient sur les petites collectivités.
Valence Agglo – Sud Rhône-Alpes se composait de 11 communes, Beaumont-lès-Valence, Bourg-lès-Valence, Chabeuil, La Baume-Cornillane, Malissard, Montélier, Montmeyran, Portes-lès-Valence, Saint-Marcel-lès-Valence, Upie et Valence, soit 121 500 habitants[Quand ?] répartis sur un territoire de 238 km2.
En 2014, Valence Agglo – Sud Rhône-Alpes disparaît au profit d'une communauté d'agglomération plus large connue sous le nom de Valence-Romans Sud Rhône-Alpes.

### Valence Romans Agglo (depuis 2014)
Au 1er janvier 2014, trois autres intercommunalités ont totalement ou partiellement fusionnées avec Valence Agglo – Sud Rhône-Alpes pour former la communauté d'agglomération de Valence Romans Agglo : la communauté d'agglomération du Pays de Romans, les communautés de communes du Canton de Bourg-de-Péage et de Confluences Drôme Ardèche (partie drômoise uniquement), et la commune d'Ourches.
L'arrêté préfectoral de création précise qu'il s'agit d'une « nouvelle personne morale de droit public distincte ».

## Démographie
| 1968   | 1975    | 1982    | 1990    | 1999    | 2006    | 2011    |
| ------ | ------- | ------- | ------- | ------- | ------- | ------- |
| 92 085 | 104 676 | 107 382 | 110 038 | 114 546 | 118 581 | 119 522 |

| Hommes | Classe d’âge | Femmes |
| ------ | ------------ | ------ |
| 0,5    | 90 ans ou +  | 1      |
| 6,8    | 75 à 89 ans  | 10     |
| 14,7   | 60 à 74 ans  | 15,6   |
| 18,8   | 45 à 59 ans  | 19,7   |
| 19,3   | 30 à 44 ans  | 18,3   |
| 20,5   | 15 à 29 ans  | 18,1   |
| 19,5   | 0 à 14 ans   | 17,3   |

| Hommes | Classe d’âge | Femmes |
| ------ | ------------ | ------ |
| 0,5    | 90 ans ou +  | 1,2    |
| 7,1    | 75 à 89 ans  | 10,1   |
| 15,5   | 60 à 74 ans  | 16     |
| 20,6   | 45 à 59 ans  | 20,4   |
| 19,3   | 30 à 44 ans  | 18,9   |
| 17,1   | 15 à 29 ans  | 15,6   |
| 20     | 0 à 14 ans   | 17,8   |

## Composition

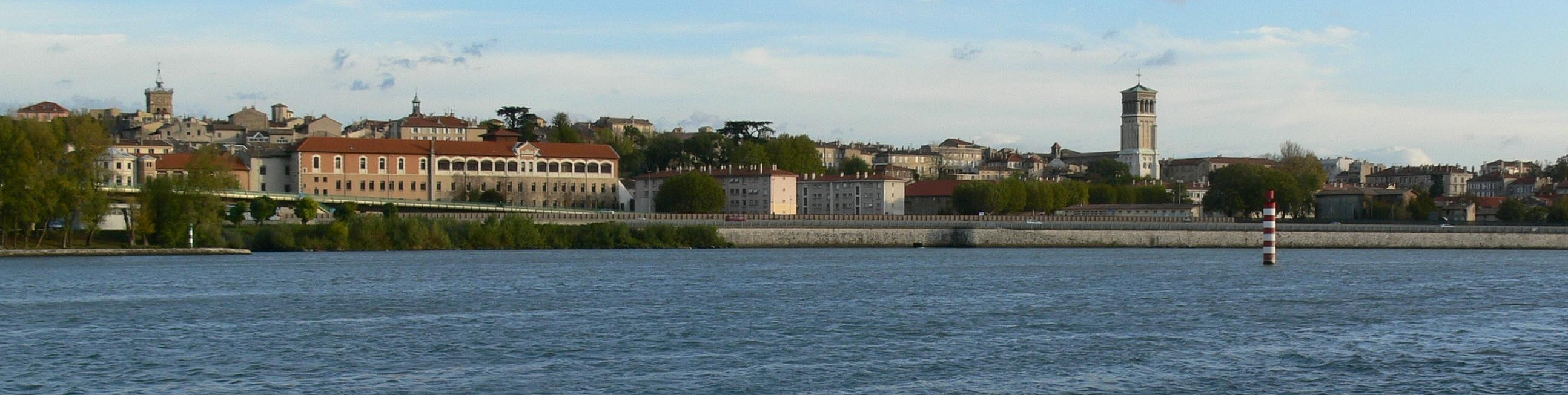
Valence, cinquième plus grande ville de la région Rhône-Alpes, préfecture du département de la Drôme et chef-lieu de la communauté d'agglomération de Valence Agglo – Sud Rhône-Alpes vue de la rive droite du Rhône (Ardèche).

La communauté d'agglomération de Valence Agglo – Sud Rhône-Alpes regroupait les 11 communes suivantes :
- Beaumont-lès-Valence
- Bourg-lès-Valence
- Chabeuil
- La Baume-Cornillane
- Malissard
- Montélier
- Montmeyran
- Portes-lès-Valence
- Saint-Marcel-lès-Valence
- Upie
- Valence